# Valgrisenche
Valgrisenche (arpità Vâgresentse) és un municipi italià, situat a la regió de Vall d'Aosta. L'any 2007 tenia 183 habitants. Limita amb els municipis d'Arvier, La Thuile, Rhêmes-Notre-Dame, Rhêmes-Saint-Georges, Sainte-Foy-Tarentaise (Savoia) i Tignes (Savoia).

## Administració

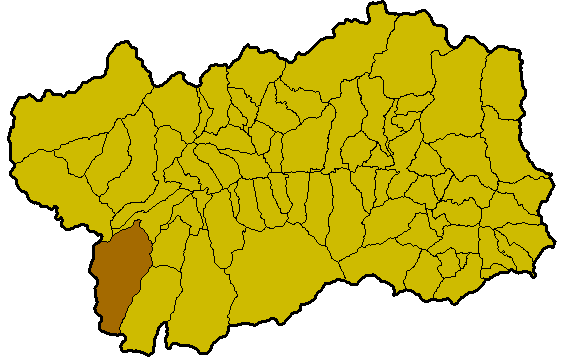
Situació de Valgrisenche a la Vall

| Període | Identitat          | Partit        |
| ------- | ------------------ | ------------- |
| 2005-   | Piergiorgio Barrel | Llista cívica |